# Момачко вече
Момачко вече (у Сједињеним Државама и Канади), познато и као момачки викенд, момачко дружење или момачка забава (у Уједињеном Краљевству, земљама Комонвелта и Ирској), или ноћење за долар (у Аустралији), је забава коју приређује мушкарац који ће ускоро ступити у брак.
Момачко вече обично планирају младожењини пријатељи или породица.
Прве референце на западњачке јеленске ноћи у Оксфордском речнику енглеског датирају из 19. века. Традиционално, момачке ноћи су укључивале банкет са црним краватама који је организовао отац младожења који је укључивао здравицу у част младожења и невесте. Од 1980-их, неке момачке вечери у Сједињеним Државама су укључивале одмор на страној дестинацији, или су представљале женско друштво као што су стриптизете или конобарице у топлесу.

## Историја
Момачко вече датира још из 5. века п.н.е. када су Спартанци прослављали младожењину последњу ноћ као самац на којој су одржавали вечеру и наздрављали у његово име.
Године 1896, Херберт Барнум Сили, унук Ф.Т. Барнума, приредио је момачку забаву за свог брата у ресторану Шери у Њујорку. На журци је била плесачица која је наводно играла гола у десертима. Забаву је рано ујутро распустио један официр. Након тога, породица Сили довела је полицајца на суђење у полицијском одбору због „недостојног понашања према службенику закона“. У то време, тај инцидент је осветлио ствари „иза затворених врата“ са момачким вечерима.
Израз "bachelor", који је првобитно значио "млади витез у обуци", први пут се помиње у 14. веку да се односи на неожењеног мушкарца у Кентерберијским причама Џефрија Чосера. Године 1922, термин „момачко вече” је описан као „стара весела” забава.

## Варијације
Еквивалентни догађај за будућу младу познат је као девојачко вече.
У Канади, неки бирају уместо тога да одрже прославу јелен и срна. Ови догађаји често могу пружити прилику за прикупљање средстава за само венчање.

### Канада
Канадске јеленске ноћи могу се проширити на послове викендом, понекад укључују путовање у викендицу или градове широм Канаде, а повремено и у Лас Вегас. Као и у Јужној Африци, итинерар јеленског догађаја се често скрива од будућег младожења.
Нарочито у провинцији Манитоба, често се одржава „дружење“, на којем се јавност позива да присуствује великој вечерњој забави у изнајмљеном пабу или месту догађаја. Улазнице се продају на улазу или путем интернета, обично постоји кеш бар и тиха аукција, а током вечери ће се служити традиционални шведски сто са регионалним грицкалицама познат као 'поноћни ручак'.

### Франкофонија
У Француској и у многим регионима у којима се говори француски, као што је Квебек, момачко вече се зове enterrement de vie de garçon, што буквално значи "сахрана живота као дечака" или "сахрана живота као нежења". За жене је enterrement de vie de jeune fille, преведено као "сахрана живота као младе девојке". Момачке вечери су биле познате још 1830-их, када су у лионском насељу Шарпен групе младића вечерале у ресторану La Mere Brigousse уз њено чувено јело огромних кнедли под именомВенерине груди.

### Немачка
У Немачкој се овај догађај зове Junggesellenabschied, што буквално значи „опроштај од нежење“. Постоји и посебан догађај који пар слави заједно увече пре венчања, под називом Polterabend. За тај догађај, гости разбијају стари порцелан и земљано посуђе како би донели срећу у брак. За традицију се каже да сеже у претхришћанско време; бучним ломљењем керамике требало би да се истерају зли духови – посебно духови зависти. У последњих неколико година, момачке вечери у англо стилу постају све популарније међу момцима. У деловима северне Немачке у којима недостаје карневалска традиција, смешна ношња постала је популаран део момачких или девојачких вечери.
Неки делови Немачке имају сродан обичај да особу која се још није удала до свог 30. рођендана пријатељи натерају да се облачи на срамотан начин и да обавља глупе послове који најчешће укључују неку врсту чишћења.

### Израел
У Израелу, момачко вече се зове מסיבת רווקים (месибат раваким), буквално значи момачко вече. Такве журке могу укључивати обилно опијање и понекад присуство стриптизета, или друге рекреативне активности које се подузимају заједно, као што је путовање у иностранство које траје неколико дана.

### Шведска
У Шведској момачке вечери су познате као Svensexa. Они су документовани од 17. века; Верује се да је традиција започела девојачком вечером, Möhippa, након чега је уследила мушка верзија. Журке су се прво звале Svenafton, што значи Свеново вече. Свен је шведско име, што значи „млад човек“ и такође се користи у вези са мушком невиношћу. Црква није волела журке јер су укључивале тешка пића, а учесници би се на венчању појавили обесни или пијани. У 19. веку га је реформисала буржоазија и постао је познат као Svensexa, где је секса била нова реч за касноноћну забаву са вечером и алкохолом која је почињала у шест сати уз пиће и ужину. На шведским момачким вечерима није било активности, осим хране и алкохола, све до 1960-их или 1970-их. Од тада су се развили у целодневне или викенд догађаје, традиционално почевши од отмице праћене активностима које би могле укључивати понижавање нежења. Обично се не одржавају дан пре венчања, већ неколико викенда пре.

### Тајланд
Момачке вечери на Тајланду постале су све популарније након великог успеха филма Мамурлук у Бангкоку, који је снимљен и базиран у Бангкоку.

### Уједињено Краљевство и Ирска
Шале су дугогодишња карактеристика момачких вечери у Великој Британији и Ирској. Штампа је 1964. објавила да је Хауард Њухам (21), из Парк Роуда, Тимперли, Чешир, Велики Манчестер, захтевао од ватрогасаца да му одсеку „лоптицу и ланац“ са ноге. Он је рекао новинарима: "Моји пријатељи су га закључали на момачко вече и рекли су да су изгубили кључ".
У Уједињеном Краљевству је сада уобичајено да забава траје више од једне вечери, па отуда све већа распрострањеност израза „викенд јелена“.
У Великој Британији, викенд излети постају празници са групама које учествују у разним дневним активностима, као и у очекиваним ноћним изласцима у град. Они могу укључивати путовање на другу локацију у УК или одлазак у иностранство, нпр. Краков, Даблин и Рига који су на врху листе, а затим Праг, Амстердам, Братислава и Будимпешта. Познато је да момачке забаве у иностранству укључују посете борделима, иако је то у мањини случајева.

### Америка
У Сједињеним Државама, Лас Вегас је и популарна дестинација за момачке вечери и локација за само венчање. „Дестинацијске момачке вечери“ све више замењују стандардне ноћне изласке, а Американци путују у Лас Вегас, Мајами, Нешвил или у Мексико.